# Casaseca de las Chanas
Casaseca de las Chanas ist ein nordwestspanischer Ort und eine Gemeinde (municipio) mit 373 Einwohnern (Stand: 2024) im Zentrum der Provinz Zamora in der Autonomen Gemeinschaft Kastilien-León.

## Lage und Klima
Der Ort Casaseca de las Chanas liegt ca. 10 km südlich des Duero im Westen der Kastilischen Hochebene (Meseta Iberica) in einer Höhe von ca. 700 m. Die Provinzhauptstadt Zamora ist gut 10 km (Fahrtstrecke) in nordwestlicher Richtung entfernt; bis nach Salamanca sind es knapp 60 km in südlicher Richtung. Das gemäßigte Kontinentalklima wird nur selten vom Atlantik beeinflusst; Regen (ca. 485 mm/Jahr) fällt vorwiegend im Winterhalbjahr.

## Bevölkerungsentwicklung
| Jahr      | 1857 | 1900 | 1950 | 2000 | 2020 |
| Einwohner | 901  | 1206 | 846  | 371  | 381  |

Infolge der Mechanisierung der Landwirtschaft, der Aufgabe von bäuerlichen Kleinbetrieben („Höfesterben“) und der daraus resultierenden Arbeitslosigkeit auf dem Lande ist die Einwohnerzahl des Ortes seit Beginn des 20. Jahrhunderts deutlich zurückgegangen; eine Erholung ist trotz der relativen Nähe zur Provinzhauptstadt Zamora nicht festzustellen.

## Wirtschaft
Die Feldwirtschaft, der Weinbau sowie die Zucht von Rindern, Schafen und Ziegen spielen traditionell die größte Rolle im Wirtschaftsleben der Gemeinde. Daneben fungierte der Ort bereits im Mittelalter als Handels-, Handwerks- und Dienstleistungszentrum für die – inzwischen weitestgehend aufgegebenen – Weiler (pedanías) und Einzelgehöfte (fincas) der Region. Der hier produzierte Wein gehört zu den besten der Region und kann mit denen der Weinbauregion Toro durchaus mithalten. Gegen Ende des 20. Jahrhunderts begannen kleinere Fischzuchtbetriebe mit ihrer Arbeit.

## Geschichte

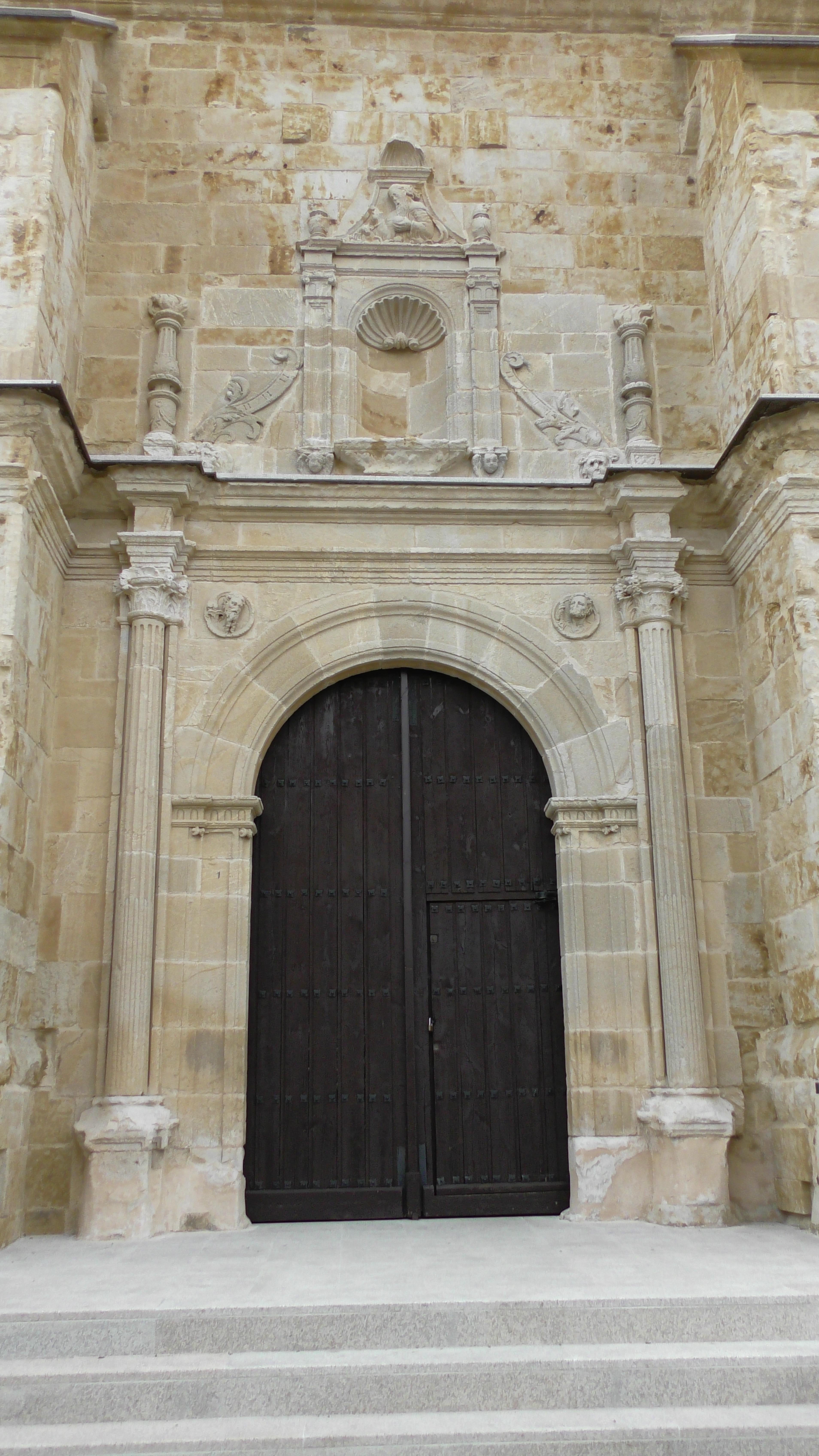
Casaseca de las Chanas – Südportal der Kirche

In vorrömischer Zeit siedelten in der Region Stammesgruppen vom keltischen Volk der Vettonen, die von den Römern im Jahre 193 v. Chr. unterworfen wurden. Aus römischer, westgotischer und islamischer Zeit sind ansonsten nur wenige Funde bekannt. Die Rückeroberung (reconquista) der dünn besiedelten und abgelegenen Gebiete durch das Königreich León im 10. und 11. Jahrhundert verlief wahrscheinlich weitgehend kampflos; danach begann eine Zeit der Wieder- – oder besser – Neubesiedlung (repoblación).

## Sehenswürdigkeiten
- Die dreischiffige Iglesia de San Juan Bautista ist aus exakt behauenen Werksteinen errichtet; sie entstand in ihrer heutigen Gestalt an der Stelle eines Vorgängerbaus im 16. Jahrhundert im Übergangsstil von der Spätgotik zur Renaissance. Ein doppelgeschossiger Glockengiebel (espadaña) überragt die ansonsten schmucklose Westfassade. Das auf der Südseite befindliche und von zwei Strebepfeilern gerahmte Eingangsportal ist für eine Dorfkirche ungewöhnlich reich gestaltet. Die drei Schiffe (naves) sind von kannelierten Säulen getrennt und werden von einem hölzernen Dachstuhl überspannt; lediglich die Mittelapsis hat eine flache Decke. Der – wie in der Region üblich – gegenüber dem Langhaus leicht erhöhte Chorbereich bewahrt drei Schnitzaltäre (retablos) des 18. Jahrhunderts.
- Am Ortseingang befindet sich eine alte Weinpresse (lagar).